# Thierry Lamy
Pour les articles homonymes, voir Lamy.
Thierry Lamy, né le 2 novembre 1962 à Châteaubriant, est un scénariste de bande dessinée français.

## Biographie
Né dans la Loire-Atlantique, il déménage à Martigues en 1992. Il exerce à présent la profession de bibliothécaire dans la Médiathèque Boris-Vian de Port-de-Bouc,.  
Il obtient en 2004 la seconde place au concours de nouvelles organisé par l'Odyssée des lecteurs.

## Œuvres
Sauf mention contraire, Thierry Lamy est scénariste.
- Combattants du rail, dessins de Cédric Hervan, Zéphyr Éditions
  - Un Train pour Sedan, 2012  (ISBN 978-2-361-18054-6)
  - Des cheminots en enfer, 2013  (ISBN 978-2-361-18128-4)
- Contes du monde en bandes dessinées, Petit à Petit,
  - Contes yiddish, dessins de Clémence Paldacci, Odile Santi, Raphaele Lennoz, Céline Adrians-Nguyen Ngoc, Laurence Clément, Patrick Lacan et Raphaëlle Michaud, 2009  (ISBN 978-2-84949-168-3)
- Contes et Légendes, Petit à Petit,
  - Contes et légendes des pays celtes en bandes dessinées, co-scénarisé avec Gaët's, dessins de Bruno Loth, Guillaume Tavernier, Filippo Neri, Piero Ruggeri, Julien Lamanda, Pierre Braillon, Bloop, Eillam, Benjamin Gaboury, Tatiana Domas, Aurélie Neyret et Thomas Barlard, 2009  (ISBN 978-2-84949-171-3)[5]
- David Bowie en BD, scénario de Thierry Lamy et dessin collectif, Petit à Petit, 2020  (ISBN 9782380460285)[6]
- Faucheurs de vent, dessins de Cédric Fernandez, Glénat

1. Le Carrousel des cabochards, 2017  (ISBN 978-2-344-01473-8)[7]
2. Gabrielle, 2018  (ISBN 978-2-344-01976-4)
3. Combats de chiens, 2019  (ISBN 978-2-344-03332-6)

- Hell West, dessins de Fred Vervisch, Sandawe

1. Frontier Force, 2012  (ISBN 978-2-930623-04-7)
2. Wendigo, 2016  (ISBN 978-2-390-14020-7)[8]

- Labiénus, dessins de Christian Léger, Theloma

1. Le Prix de l'immortalité, 2004  (ISBN 2-84998-009-9)[9]
2. Sol invictus, 2006  (ISBN 2-84998-041-2)

- Nerrivik, dessins d'Ana Rousse, Les Enfants Rouges, collection Isturiale, 2009  (ISBN 978-2-354-19022-4)
- Le Père Goriot, co-scénarisé avec Philippe Thirault, dessins de Bruno Duhamel, Delcourt, collection Ex-libris

1. Volume 1, 2009  (ISBN 978-2-7560-1371-8)
2. Volume 2, 2010  (ISBN 978-2-7560-1372-5)

- Le Profileur - Homonecrosis, dessins de Damien Venzi, Septième Choc, collection Horror products, 2008  (ISBN 978-2-357-56013-0)
- Promise, dessins de Mikaël, Glénat

1. Le livre des derniers jours, 2013   (ISBN 978-2-923621-53-1)[2]
2. L'Homme-Souffrance 2014  (ISBN 978-2-923621-57-9)
3. Incubus, 2015  (ISBN 978-2-923621-66-1)[3]

- Skraeling, dessins de Damien Venzi, Ankama, collection Kraken

1. Les Chiens du Weltraum, 2011  (ISBN 978-2-359-10134-8)[10]
2. Enragé, 2012  (ISBN 978-2-359-10291-8)[11]
3. L'Éveil du loup, 2015  (ISBN 978-2-359-10502-5)